# کوکی ران
کوکی ران (به انگلیسی: Cookie Run) (کره‌ای: 쿠키런; لاتین‌نویسی اصلاح‌شده: Kukileon, تلطیف به‌شکل نگارش شتری) نام مجموعه‌ای از بازی‌های آنلاین موبایلی دوندگی بی‌پایان توسعه‌یافته توسط دوسیسترز می‌باشد.